# Надеждинська сільська рада (Сарактаський район)
Наде́ждинська сільська рада (рос. Надеждинский сельский совет) — сільське поселення у складі Сарактаського району Оренбурзької області Росії.
Адміністративний центр — село Надеждинка.

## Населення
Населення — 522 особи (2019; 563 в 2010, 647 у 2002).

## Склад
До складу сільської ради входять:
| Населений пункт  | Населення, осіб (2002) | Населення, осіб (2010) |
| ---------------- | ---------------------- | ---------------------- |
| Надеждинка, село | 418                    | 378                    |
| Туркестан, хутір | 10                     | 2                      |
| Яковлевка, село  | 219                    | 183                    |